# Stor-Bjurvattnet
Stor-Bjurvattnet är en sjö i Bjurholms kommun i Ångermanland och ingår i Lögdeälvens huvudavrinningsområde. Sjön har en area på 0,402 kvadratkilometer och ligger 238,2 meter över havet. Sjön avvattnas av vattendraget Stor-Bjurvattsbäcken. Vid provfiske har abborre, gers, gädda och mört fångats i sjön.

## Delavrinningsområde
Stor-Bjurvattnet ingår i det delavrinningsområde (709014-165526) som SMHI kallar för Utloppet av Stor-Bjurvattnet. Medelhöjden är 255 meter över havet och ytan är 2,3 kvadratkilometer. Det finns ett avrinningsområde uppströms, och räknas det in blir den ackumulerade arean 9,35 kvadratkilometer. Stor-Bjurvattsbäcken som avvattnar avrinningsområdet har biflödesordning 2, vilket innebär att vattnet flödar genom totalt 2 vattendrag innan det når havet efter 72 kilometer. Avrinningsområdet består mestadels av skog (81 procent). Avrinningsområdet har 0,4 kvadratkilometer vattenytor vilket ger det en sjöprocent på 17,5 procent.